# Alcara Li Fusi
Alcara Li Fusi est une commune de la province de Messine, dans la région Sicile, en Italie.

## Administration
| Période                                  | Période  | Identité      | Étiquette | Qualité |
| ---------------------------------------- | -------- | ------------- | --------- | ------- |
| 28 mai 2002                              | En cours | Antonino Vasi |           |         |
| Les données manquantes sont à compléter. |          |               |           |         |

### Communes limitrophes
Cesarò, Longi, Militello Rosmarino, San Fratello, San Marco d'Alunzio.